# DB Regio
Die DB Regio AG mit Sitz in Frankfurt am Main ist ein deutsches Eisenbahnverkehrsunternehmen (EVU). Sie ist ein 100-prozentiges Tochterunternehmen des Konzerns Deutsche Bahn und dort Teil des Geschäftsfeldes DB Regio, zu dem auch die DB RegioNetz Verkehrs GmbH sowie weitere eigenständige Tochterunternehmen gehören.
Das Unternehmen als schwerpunktmäßig bundesweit operierendes Verkehrsunternehmen ist für alle Regionalverkehrsaktivitäten (Schiene und Bus) des DB-Konzerns in Deutschland zuständig. Hierzu zählen auch Verkehre in das benachbarte Ausland. Zur Wartung der Fahrzeugflotte betreibt das Unternehmen eigene Werkstätten.
DB Regio Schiene beförderte 2022 täglich mit 21.735 Zügen rund 4,4 Millionen Reisende und DB Regio Bus mit 10.904 Bussen rund 1,3 Millionen Fahrgäste.

## Unternehmensstruktur

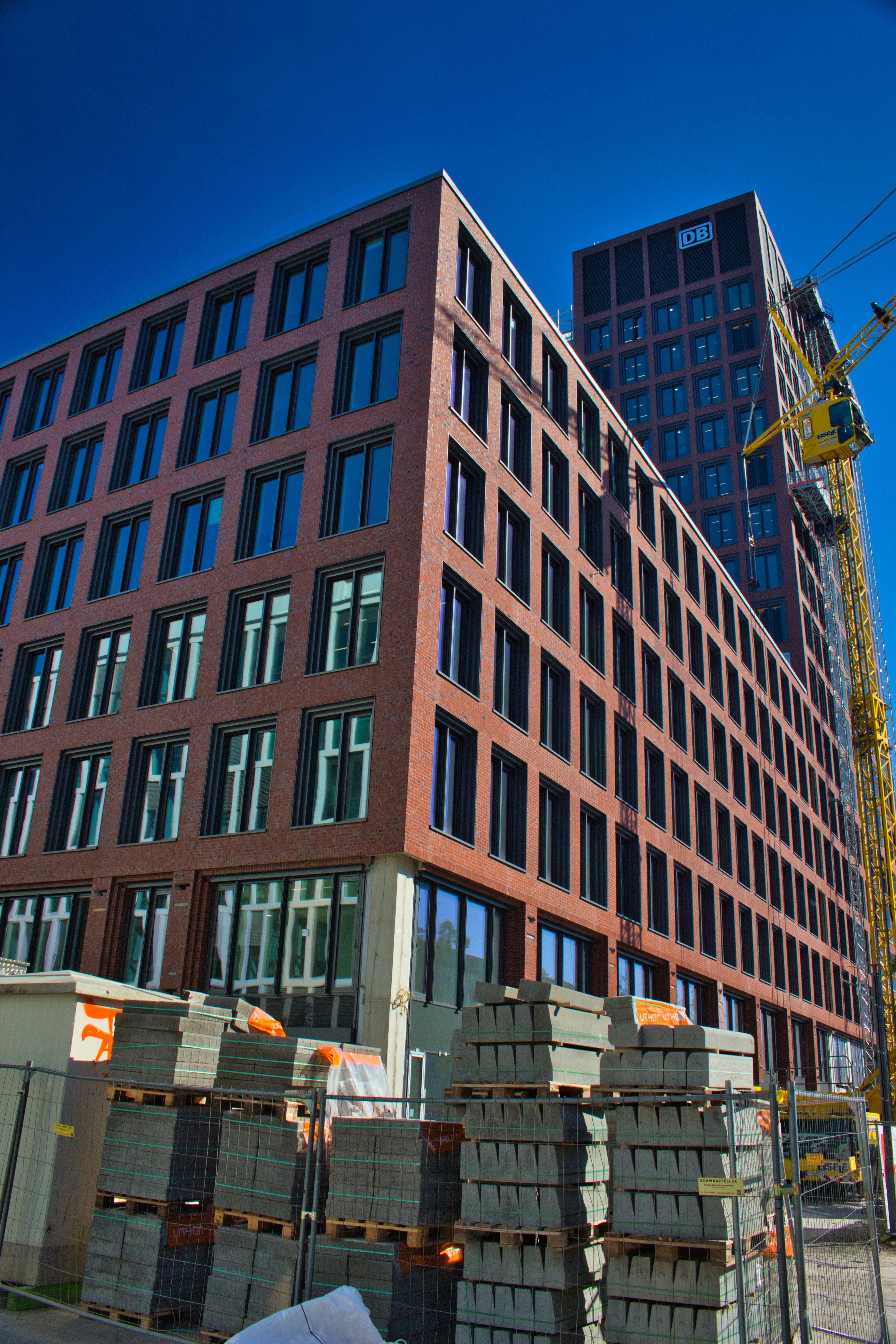
Firmensitz DB Brick und DB Tower (hinten) im September 2020, kurz vor der Fertigstellung

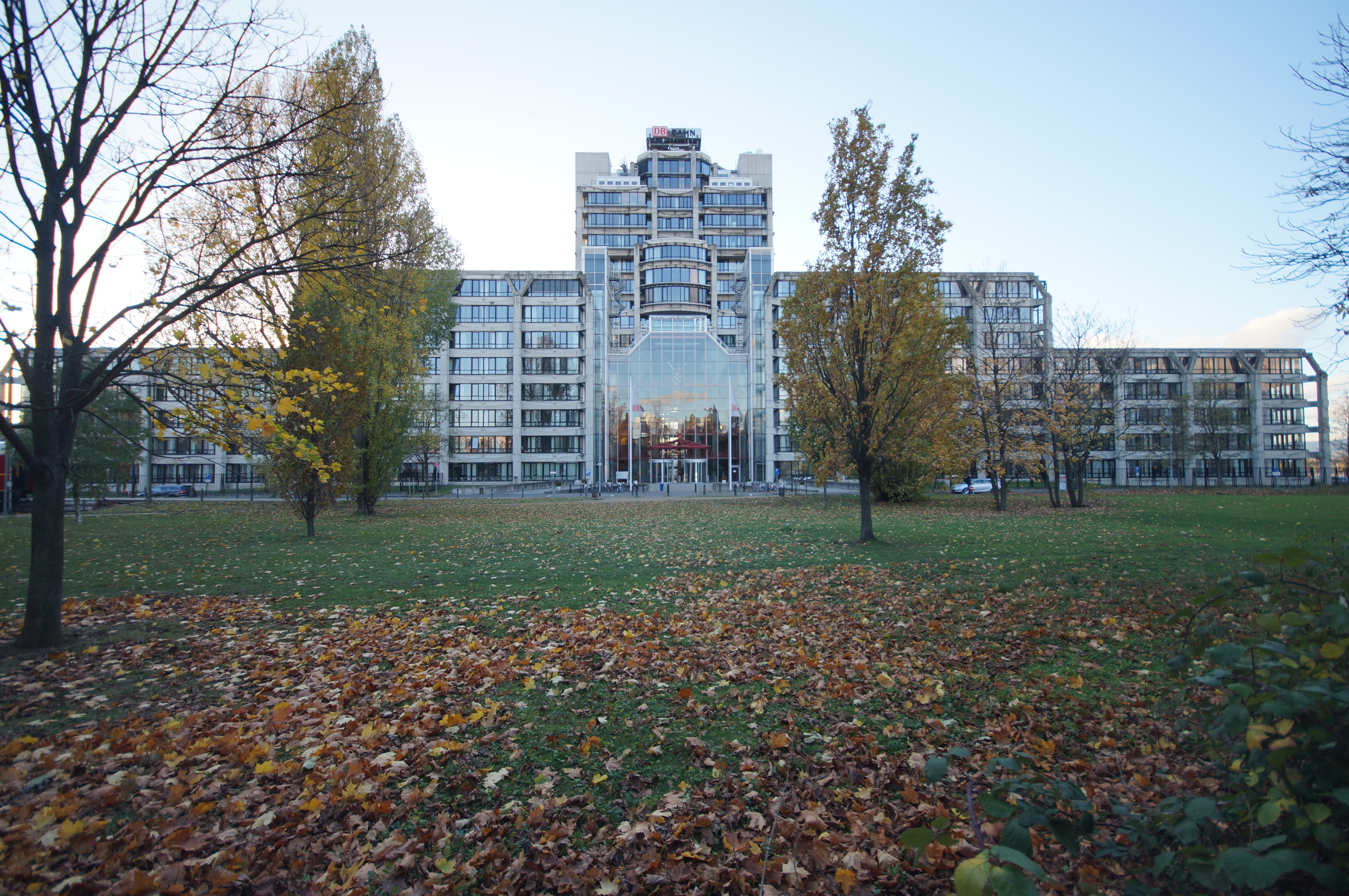
Ehemalige Zentrale von DB Regio und DB Fernverkehr im Frankfurter Gallusviertel

Die Unternehmenszentrale von DB Regio in Frankfurt ist verantwortlich für die Geschäftsentwicklung und konzentriert sich auf die Rahmenvorgaben und Servicefunktionen für die regionalen Einheiten beim Abschluss von Verkehrsverträgen und Ausschreibungen. Daneben unterstützt sie die Regionen in den Bereichen Preis- und Erlösmanagement, Marketing sowie bei der Verkehrsplanung. Außerdem werden die S-Bahnen München, Rhein-Main und Stuttgart von der Zentrale koordiniert und gesteuert.

### Sparte Schiene
Die Sparte Schiene unterteilt sich in sieben Regionen. Daneben gibt es fünf urbane S-Bahnen, die direkt aus der Zentrale geführt werden, sowie die eigenständige DB RegioNetz Verkehrs GmbH.

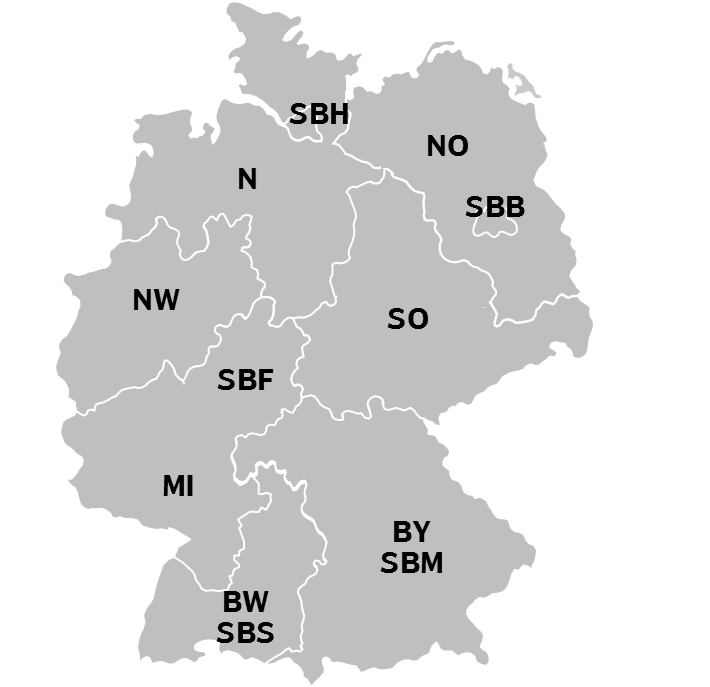
Organisationsstruktur von DB Regio Schiene

#### Regionen
- DB Regio Baden-Württemberg
- DB Regio Bayern
- DB Regio Mitte (mit S-Bahn RheinNeckar)
- DB Regio Nord (mit DB Regio Schleswig-Holstein)
- DB Regio Nordost
- DB Regio NRW
- DB Regio Südost

#### S-Bahnen
- S-Bahn Berlin
- S-Bahn Hamburg
- S-Bahn München
- S-Bahn Rhein-Main
- S-Bahn Stuttgart

#### DB RegioNetz Verkehrs GmbH
In diesem Tochterunternehmen von DB Regio existiert für jedes RegioNetz eine Abteilung. Es gibt folgende RegioNetze, die als Profitcenter jeweils weitgehend wirtschaftlich selbstständig arbeiten:
- Erzgebirgsbahn (Sachsen)
- Kurhessenbahn (Nordhessen und Nordrhein-Westfalen)
- Oberweißbacher Berg- und Schwarzatalbahn (Thüringen)
- Südostbayernbahn (Ober- und Niederbayern)
- Westfrankenbahn (Unterfranken und nördliches Baden-Württemberg)

#### Regionalverkehre Start Deutschland GmbH
Die unter der Marke start agierende Gesellschaft ist ein Tochterunternehmen von DB Regio. Sie soll für Erfolge bei in der Vergangenheit verlorenen Ausschreibungen/Netzen sorgen. Die Regionalverkehre Start Deutschland GmbH ist in regionale Tochterunternehmen untergliedert. Diese sind aktuell:
- Verkehrsgesellschaft Start Unterelbe mbH
- Verkehrsgesellschaft Start Emscher-Münsterland mbH
- Verkehrsgesellschaft Start Niedersachsen mbH
- Verkehrsgesellschaft Start Augsburg mbH
- Verkehrsgesellschaft Start NRW mbH
- Verkehrsgesellschaft Start Ostsachsen mbH, ehemals Verkehrsgesellschaft Start Ruhr-Sieg mbH

#### DB Regio Stuttgart GmbH
Die DB Regio Stuttgart GmbH betreibt seit 1. August 2025 Leistungen im Schienenpersonennahverkehr in Baden-Württemberg. Es handelt sich dabei um Leistungen, die ehemals duch die Südwestdeutsche Landesverkehrs GmbH (SWEG) betrieben wurden. Diese wiederum hatte den Betrieb dieser Linien nach der Insolvenz der Abellio Rail Baden-Württemberg übernommen.

### Sparte Bus
Zur Sparte Bus gehören 23 Busverkehrsunternehmen, die wiederum an weiteren Busgesellschaften Mehrheitsbeteiligungen besitzen. DB Regio Bus zählt mit etwa 467 Millionen Fahrgästen und einer Verkehrsleistung von 5 Milliarden Personenkilometern zu den größten Anbietern im deutschen Busverkehr. Bundesweit werden 10.904 Busse (davon 5.449 eigene) eingesetzt (Stand 2022). Der Marktanteil am Linienbusmarkt in Deutschland beträgt etwa 9 Prozent (Stand 2014).

## Tochterunternehmen
DB Regio hat zahlreiche Tochterunternehmen. Ende 2023 waren das (Auswahl konsolidierter Unternehmen):
| - Autokraft - Bayern Express & P. Kühn Berlin - BRN Busverkehr Rhein-Neckar - Busverkehr Oder-Spree - BVO Busverkehr Ostwestfalen - BVR Busverkehr Rheinland - DB Regio Bus Bayern - DB Regio Bus Mitte - DB Regio Bus Ost - DB RegioNetz Verkehrs GmbH - Friedrich Müller Omnibusunternehmen - NVO Nahverkehr Ostwestfalen - Omnibusverkehr Franken (OVF) - RBO Regionalbus Ostbayern - Regional Bus Stuttgart (RBS) - DB Regio Stuttgart GmbH - Regionalbus Braunschweig (RBB) - Regionalverkehr Alb-Bodensee (RAB) - Regionalverkehr Allgäu - Regionalverkehr Oberbayern - Regionalverkehre Start Deutschland - rhb rheinhunsrückbus - RMV Rhein-Mosel Verkehrsgesellschaft - RVS Regionalbusverkehr Südwest - S-Bahn Berlin GmbH - S-Bahn Hamburg - SBG Südbadenbus - Verkehrsgesellschaft Untermain (VU) - WB Westfalenbus - Weser-Ems-Bus (WEB) |

Einen Überblick über ehemalige Tochterunternehmen bietet: Liste der Unternehmen im DB-Konzern#Ehemalige Konzernunternehmen.

## Geschichte

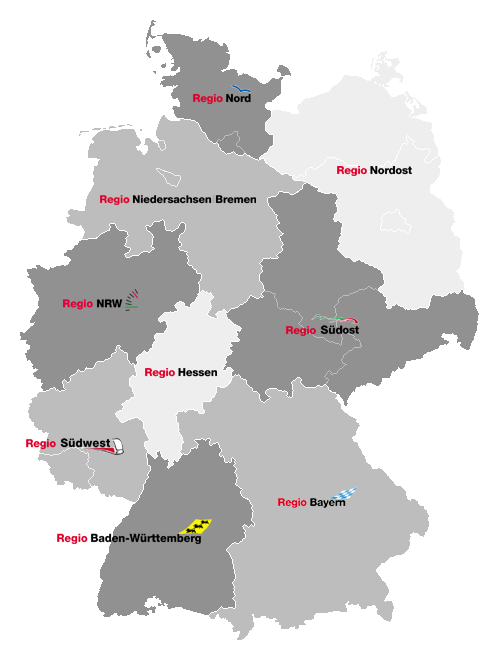
Regionalleitungen von DB Regio (Stand 2002)

Die DB Regio AG ging im Zuge der zweiten Stufe der Bahnreform zum 1. Januar 1999 aus dem Geschäftsfeld Nahverkehr der Deutschen Bahn AG hervor. Ursprüngliche Planungen sahen vor, sie bis 2003 an die Börse zu bringen. Ein Börsengang wurde bis heute aber nicht realisiert.
Am 12. Februar 1998 wurde der Gesellschaftsvertrag für die DB Regio GmbH geschlossen und das Unternehmen am 6. April 1998 ins Handelsregister eingetragen. Sein einziger Zweck war die „Vorbereitung der Ausgliederung des Geschäftsbereichs Personennahverkehr der Deutsche Bahn Aktiengesellschaft auf eine neu zu gründende Aktiengesellschaft in rechtlicher, wirtschaftlicher und organisatorischer Hinsicht“. Das Unternehmen wurde mit Beschluss vom 27. April 1999 in die Deutsche Bahn Erste Vermögensverwaltungsgesellschaft mbH umfirmiert, deren Gegenstand die „Verwaltung des eigenen Vermögens sowie jegliche Tätigkeiten, die dem vorgenannten Zweck förderlich sind“ war.
Die Ausgliederung der DB Regio Aktiengesellschaft wurde mit der am 1. Juni 1999 erfolgten Eintragung ins Handelsregister vollzogen. Der Unternehmensgegenstand war: „Erbringen, Vermarkten und Koordinieren von Verkehrsleistungen des schienen- und straßengebundenen öffentlichen Personennahverkehrs und die damit im Zusammenhang stehenden Dienstleistungen; Betrieb, Instandhaltung, Beschaffung und Herstellung von Fahrzeugen aller Art, insbesondere von Lokomotiven, Triebwagen, Eisenbahnwagen und Kraftomnibussen; Führen von Betrieben verwandter Unternehmen für deren Rechnung sowie Erbringen von Beratungsleistungen für Dritte.“ Das Grundkapital des Unternehmens betrug zunächst 800 Millionen DM, das sich in 80 Millionen Stückaktien verschiedener Anteilseigner verteilte. Der erste Vorstandsvorsitzende war Klaus Daubertshäuser. Die Satzung des Unternehmens war bereits am 24. November 1998 festgestellt worden.
In den Jahren 2001 und 2002 wurde eine veränderte Managementstruktur im Unternehmen umgesetzt. An Stelle der bislang zentral gesteuerten Gesellschaft traten neun eigenständige Landesgesellschaften, denen wiederum die regionalen Zug- und Busgesellschaften untergeordnet wurden. Ziel der Neustrukturierung war die Verbesserung der Wirtschaftlichkeit. Es wurden 400 von 700 Stellen in der DB-Regio-Zentrale bzw. rund 2500 Arbeitsplätze im gesamten Unternehmen eingespart. Der Schienen- und Straßenregionalverkehr wurde ab Januar 2002 neun Regionalleitungen (Nord, Nordost, Niedersachsen/Bremen, Nordrhein-Westfalen, Hessen, Südwest, Südost, Bayern sowie Baden-Württemberg) übertragen. Der Marktanteil von DB Regio am Schienenpersonennahverkehr (SPNV) in Deutschland lag dabei bei 92 Prozent, im übrigen ÖPNV bei sieben.
2007 erzielte DB Regio 70 % ihres Umsatzes aus Zahlungen der Länder für die Erbringung von ÖPNV, 29 % aus dem Fahrscheinverkauf und 1 % aus sonstigen Einnahmen. Jüngere Zahlen sind nicht veröffentlicht.
2008 gründete das Unternehmen mit der DB Regio Rheinland GmbH für den Rhein-Sieg-Express erstmals ein Unternehmen aus. Nach Gewinn der Ausschreibung sollten rund 180 Beschäftigte von DB Regio NRW zum nicht an den Tarifvertrag des Konzerns gebundenen Tochterunternehmen wechseln und dort laut einem Pressebericht rund ein Fünftel weniger Lohn erhalten. Nach Protestaktionen wurde das Unternehmen 2011 wieder mit DB Regio NRW verschmolzen. Für zukünftige DB-Regio-Tochterunternehmen soll ein im Februar 2011 vereinbarter Branchentarifvertrag gelten.
Von 2004 bis Ende 2010 war das hierfür gegründete Tochterunternehmen DB Stadtverkehr für den Betrieb des Bus- und Stadtverkehrs zuständig. Am 23. Februar 2010 wurde bekannt gegeben, dass die beiden S-Bahn-Betriebe S-Bahn Berlin GmbH und S-Bahn Hamburg GmbH ab dem 1. März 2010 DB Regio unterstellt werden. Zum 1. Januar 2011 wurde DB Stadtverkehr aufgelöst. Gleichzeitig wurde ein neues Vorstandsressort Regio Bus geschaffen.
Zum 1. Januar 2015 wurden die beiden Regionen Südwest und RheinNeckar zur neuen Region DB Regio Südwest zusammengeführt.
Am 1. Januar 2017 erfolgte eine weitere Umstrukturierung, in dessen Rahmen DB Regio Südwest und DB Regio Hessen zu DB Regio Mitte zusammengelegt wurden.
Im Rahmen von „Zukunft Bahn Regio“ sollen die S-Bahnen Berlin, Frankfurt (Main), Hamburg, München und Stuttgart seit Anfang 2017 eigenständiger arbeiten und direkt an ihren Vorstand berichten.

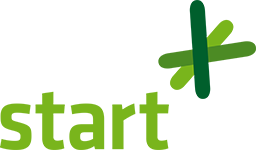
Logo der Tochtergesellschaft start

Das Unternehmen kündigte im Spätsommer 2016 an, an kommenden Vergabeverfahren mit kleineren, flexibleren Einheiten teilnehmen zu wollen. Daraufhin wurde die Regionalverkehre Start Deutschland gegründet, die sich mit ihren regionalen Tochtergesellschaften an den jeweiligen Ausschreibungen beteiligt. Erste Erfolge konnte die DB-Regio-Tochter bereits 2017 im Netz Unterelbe verzeichnen.
Aufgrund der COVID-19-Pandemie in Deutschland ging die Auslastung im Jahr 2020 nach Angaben des für Personenverkehr zuständigen Deutsche-Bahn-Vorstands Berthold Huber auf etwa 70 Prozent des vorherigen Niveaus zurück.
Mit einer Pünktlichkeitsquote von 88½ Prozent wurde im Juni 2022 der tiefste Wert seit 2010 erreicht. Als wesentlicher Grund gelten verspätete Abfahrten aufgrund hoher Auslastung aufgrund des 9-Euro-Tickets.
Die Zahl der Zugausfälle aufgrund von Personalmangel nahm laut Mitte 2022 veröffentlichten Angaben in den vergangenen zwei Jahren zu. Demnach fielen 45.431 Züge binnen zwei Jahren aus. Im 2. Quartal fielen 9725 Züge aus diesem Grund aus (0,3 % aller Züge), doppelt so viele wie im Vorjahresquartal.
In Zusammenarbeit mit dem Wirtschaftsmagazin brand eins wurde im Jahr 2025 von der DB Regio ein Mobilitätsreport veröffentlicht, der Aspekte des Wandels im Verkehrssektor differenziert darstellt.

## Auslandsaktivitäten
Der erste Auslandsauftrag des Unternehmens war ein Zwei-Stunden-Takt zwischen dem Außerfern und dem Allgäu, der mit fünf Zugpaaren täglich ab 3. Februar 2001 angeboten wurde.
Um sich an Ausschreibungen im skandinavischen Raum beteiligen zu können, wurde 2002 die Tochtergesellschaft DB Regio Sverige AB mit Sitz in Stockholm gegründet.
Die Deutsche Bahn übernahm im März 2008 von der englischen Investmentfirma John Laing deren Eisenbahnaktivitäten Laing Rail. Dazu zählen zu 100 Prozent die Verkehrsbetriebe Chiltern Railways und zu 50 Prozent Beteiligungen an den Joint Ventures Wrexham, Shropshire & Marylebone Railways Company Ltd (WSMR) und der London Overground Rail Operations Ltd (LOROL). Diese Unternehmensbeteiligungen wurden DB Regio zugeordnet und unter dem Namen DB Regio UK geführt.
Ende 2009 hatte DB Regio erstmals eine SPNV-Ausschreibung im europäischen Ausland gewonnen. Ab Dezember 2010 führte das Tochterunternehmen DB Regio Sverige in der südschwedischen Provinz Östergötland den unter dem Namen Östgötapendeln betriebenen regionalen Eisenbahnverkehr durch. Der Vertrag hat eine Laufzeit von zehn Jahren. Eingesetzt werden zwischen Jönköping, Linköping und Norrköping 18 Fahrzeuge, die von den Aufgabenträgern ÖstgötaTrafiken und Jönköpings Länstrafik gestellt werden. 2010 kam zu DB Regio Sverige neu die Botniatåg hinzu, ein Joint Venture mit der Schwedischen Staatsbahn SJ, das Regionalverkehr auf der Botniabahn betreibt.
Die internationalen Nahverkehrsaktivitäten des DB-Konzerns wurden ab dem 1. Januar 2011 im Geschäftsfeld DB Arriva gebündelt. Die britischen und schwedischen Unternehmensteile von DB Regio wurden deshalb von DB Arriva übernommen. Dabei wurde DB Regio Sverige in Arriva Östgötapendeln umbenannt.

## Fahrzeugpark
Seit einigen Jahren beschafft DB Regio für den SPNV Neufahrzeuge, die teilweise – vertraglich abgesichert – von den Aufgabenträgern (mit-)finanziert oder gefördert werden. Hierzu zählen Züge bestehend aus Doppelstockwagen und Elektrolokomotiven der Baureihe 146 oder Diesellokomotiven der Baureihe 245 für Regional-Express-Züge sowie Elektrotriebwagen der Baureihen 422, 423, 424, 425, 426, 429, 430, 440, 442 und 445/446 sowie Dieseltriebwagen der Baureihen 620, 622, 623, 640, 641, 642, 643, 644, 646, 648 und 650 für den S-Bahn- und Regionalbahn-Verkehr.
Weiterhin befinden sich noch immer einige Triebwagen und Lokomotiven aus den Beständen der ehemaligen Deutschen Bundesbahn und Deutschen Reichsbahn im Fahrzeugpark von DB Regio. Hierzu gehören die Dieselloks der Baureihe 218, die Elektroloks der Baureihen 111, 112, 114, 120.2 und 143, die S-Bahn-Triebwagen der Baureihe 420 sowie Dieseltriebwagen der Baureihe 628/629. Außerdem umfasst der Bestand verschiedene Doppelstockwagen-Typen, von DB Fernverkehr wurden außerdem einige Bpmz- und Bvmz-Wagen übernommen.
Des Weiteren befindet sich die Neigetechnik-Baureihe 612 (bis auf einen Triebwagen der DB Systemtechnik) im Besitz von DB Regio. Zwischen 2009 und 2011 hat DB Regio alle 25 Lokomotiven der Baureihe 182 von DB Cargo Deutschland (damals DB Schenker Rail) übernommen und dazu mit einem Nahverkehrspaket ausgerüstet.
Bereits bis 2020 rüstete DB Regio einen Großteil seiner Züge mit kostenlosem Internetzugriff per WLAN aus.

### Neubeschaffung
Im Jahr 2007 schloss DB Regio einen Rahmenvertrag über die Entwicklung, Herstellung und Lieferung von bis zu 321 elektrischen Triebzügen der Baureihe 442 (Talent 2) mit Bombardier ab. Der Vertrag hatte einen Wert von 1,2 Milliarden Euro. Bis 2014 wurden alle Fahrzeuge aus dem Vertrag abgerufen.
Im April 2011 wurde mit Bombardier ein Rahmenvertrag über die Lieferung von 200 TRAXX-Diesellokomotiven (Baureihe 245) abgeschlossen. Der Vertrag hat einen Wert von 600 Mio. Euro und eine Laufzeit von neun Jahren. Mit Vertragsabschluss wurden die ersten 20 Loks für DB Regio abgerufen.
Ende 2011 vergab das Unternehmen einen Vertrag über die Lieferung von bis zu 400 Regionaltriebzügen. Der Vertrag wurde jedoch nicht, wie sonst üblich mit einem Hersteller oder Konsortium abgeschlossen, sondern mit drei verschiedenen Lieferanten. Dabei handelt es sich um den Schweizer Bahnbauer Stadler, die deutsche Tochter des französischen Alstom-Konzerns sowie den spanischen Hersteller CAF. Der Vertrag hat eine Laufzeit bis 2018 und einen Wert von bis zu 2 Mrd. Euro.
2012 hat DB Regio zwei Rahmenverträge mit dem polnischen Hersteller Pesa über die mögliche Lieferung von bis zu 470 Dieseltriebzügen abgeschlossen. Es handelt sich um ein-, zwei- und dreiteilige Fahrzeuge der Baureihen 631, 632 und 633 (Pesa Link).
2013 wurde erstmals mit dem tschechischen Hersteller Škoda Transportation ein Vertrag über die Entwicklung, Herstellung und Lieferung von sechs Doppelstockzügen abgeschlossen. Die Züge bestehen aus einer Lok der Baureihe 102 und der sechsteiligen Wendezug-Garnitur. Die Züge kommen seit Dezember 2020 auf der Schnellfahrstrecke Nürnberg–Ingolstadt und dem Ausbaustreckenabschnitt Ingolstadt–München als München-Nürnberg-Express zum Einsatz. Das Besondere ist, dass die Züge für eine Höchstgeschwindigkeit von 200 km/h konstruiert und für 189 km/h zugelassen wurden.
Laut eigenen Angaben von Mitte 2015 beabsichtigte das Unternehmen, ab Ende 2016 in Deutschland nur noch klimatisierte Fahrzeuge einzusetzen.

### Farbgebung und Design
Die Fahrzeuge von DB Regio sind in der Regel in einem einheitlichen Corporate Design lackiert. Sowohl die Busse als auch die Schienenfahrzeuge sind in Verkehrsrot (RAL-Farbe 3020) lackiert. Bei den Schienenfahrzeugen sind die Türen in Lichtgrau (RAL 7035) abgesetzt. Im unteren und oberen Bereich ist jeweils ein schmaler lichtgrauer Streifen vorhanden. Der obere Streifen ist je nach Baureihe, jedoch nicht immer vorhanden. Im unteren Bereich schließt ein breiter Streifen in Basaltgrau (RAL 7012) ab. Alle Wagen und Triebzüge (außer bei S-Bahnen) tragen außerdem den Markennamen „REGIO“ gefolgt von dem DB-Logo. In einigen Regionen ist zusätzlich eine Linienbezeichnung darunter ergänzt, z. B. Mainfrankenbahn. Bei den Bussen findet sich der Markenname „DB Bahn“ in kleiner Ausführung an den Türen. Außerdem tragen die Busse am Heck den Angebotsnamen, z. B. Rheinlandbus.
Bei einigen Ausschreibungen fordern die Aufgabenträger ein eigenes Design. Deshalb sind beispielsweise die Triebzüge von DB Regio bei der S-Bahn Mitteldeutschland in Silbergrau lackiert. In Rheinland-Pfalz werden im RE-Netz Südwest Fahrzeuge mit der Grundfarbe Weiß und mit grauen und roten Elementen an den Triebfahrzeugköpfen eingesetzt.
In einigen Bundesländern, wie z. B. in Schleswig-Holstein und Baden-Württemberg werden die Züge im jeweiligen Design des SPNV-Aufgabenträgers lackiert.

Beispiele
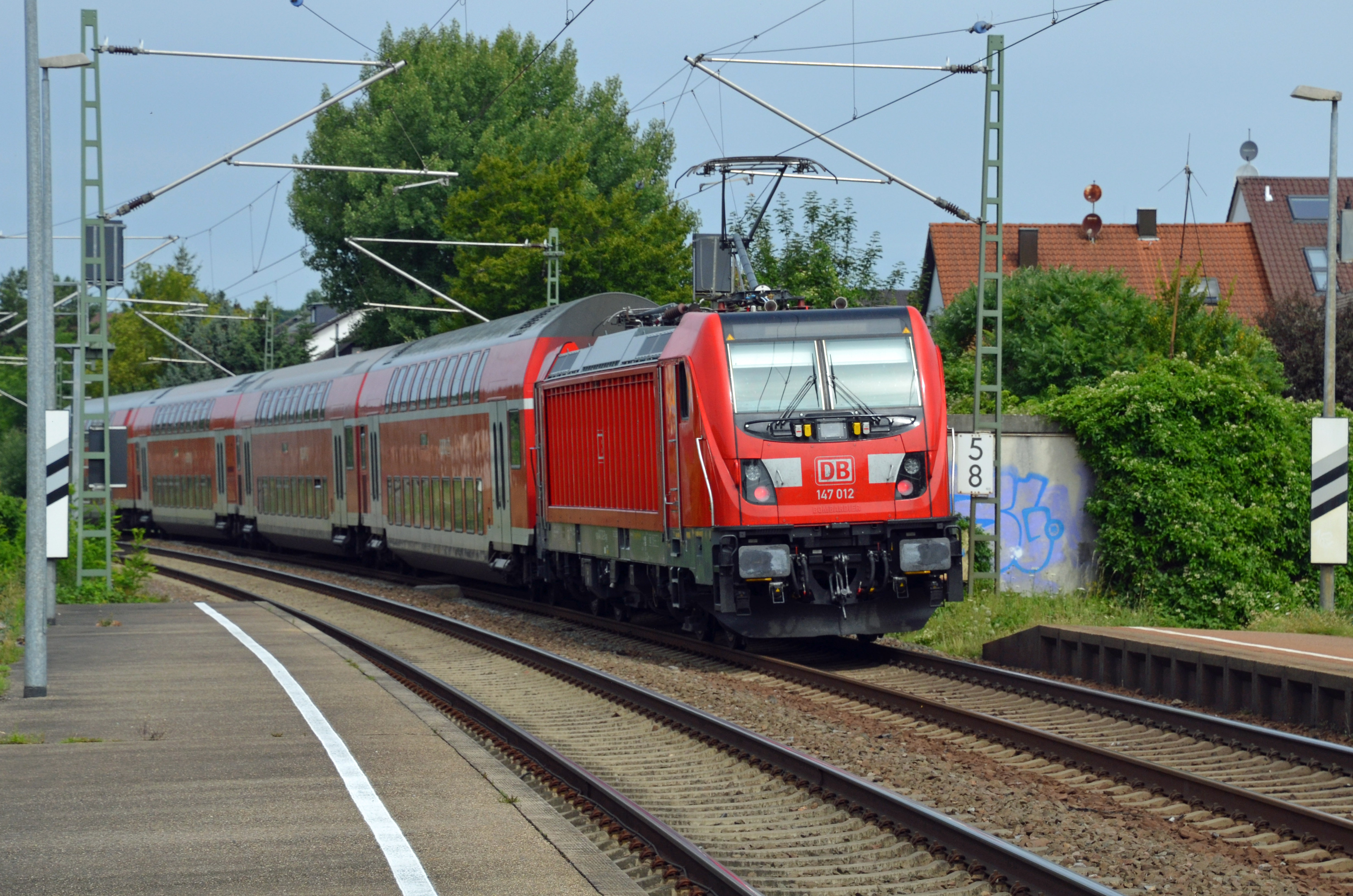
Typischer Zug im deutschen Regionalverkehr mit Doppelstockwagen und in verkehrsroter Farbgebung
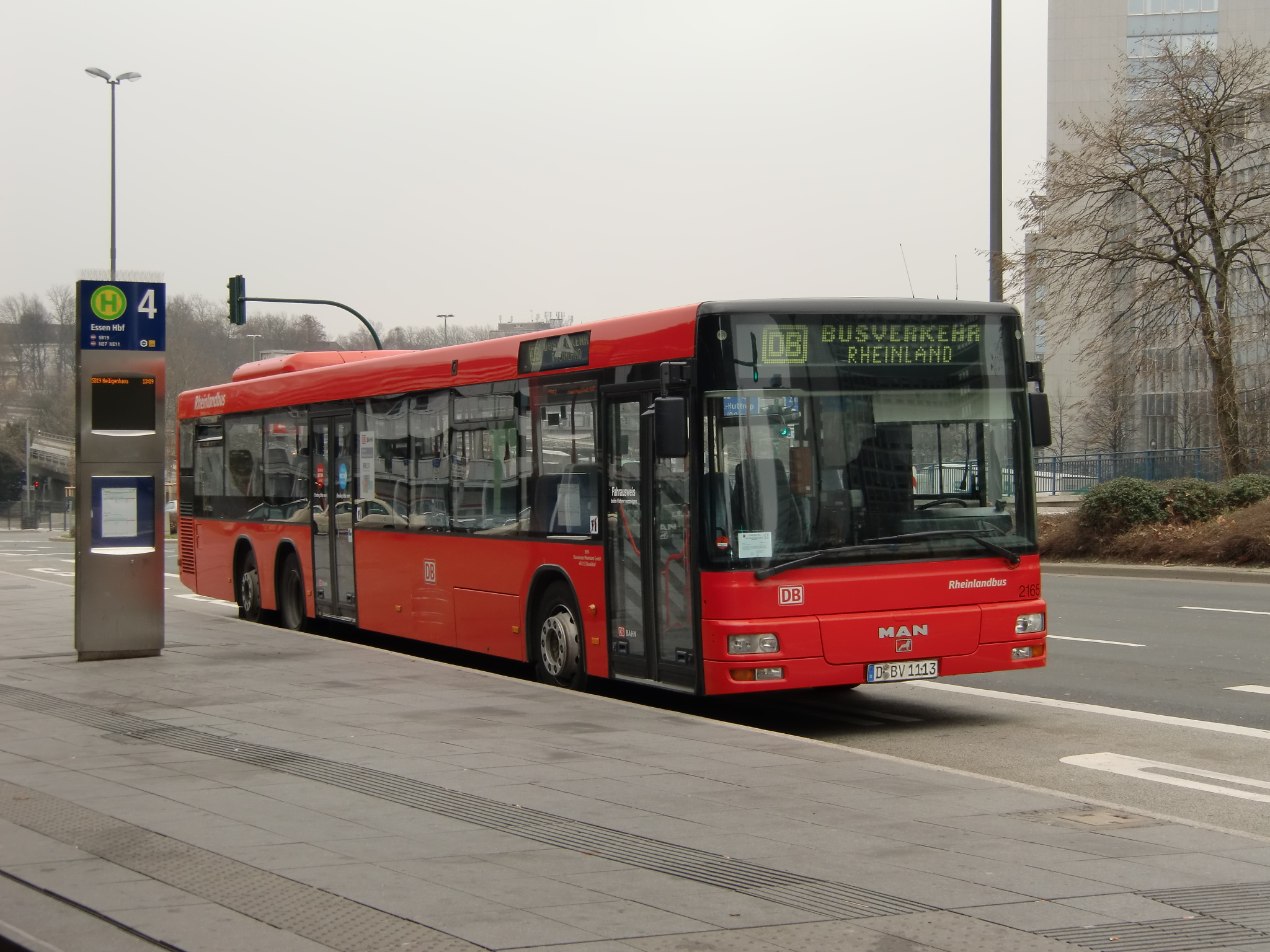
Bus von DB Regio Rheinland
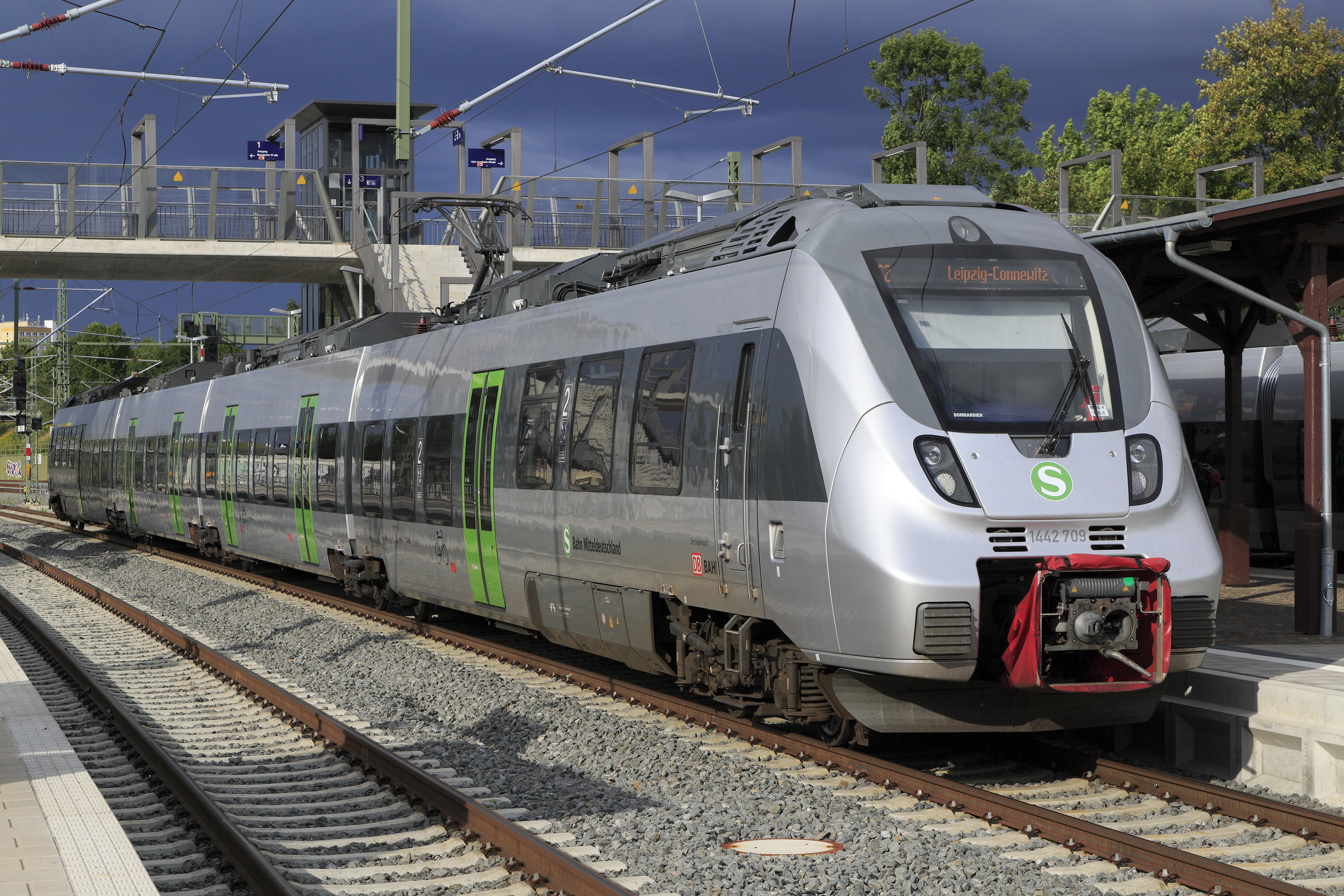
Talent 2 der S-Bahn Mitteldeutschland
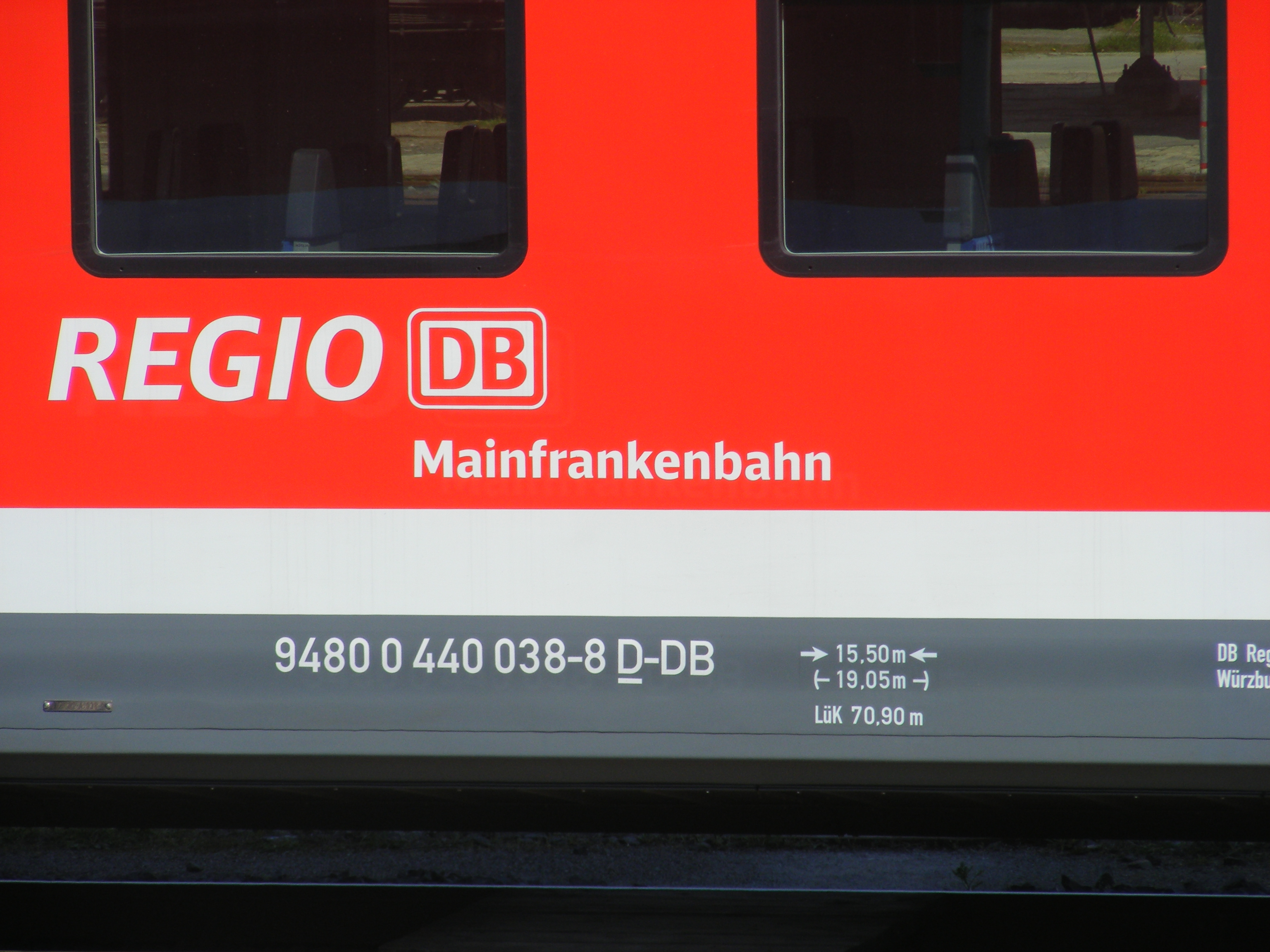
Markenname mit Linienbezeichnung
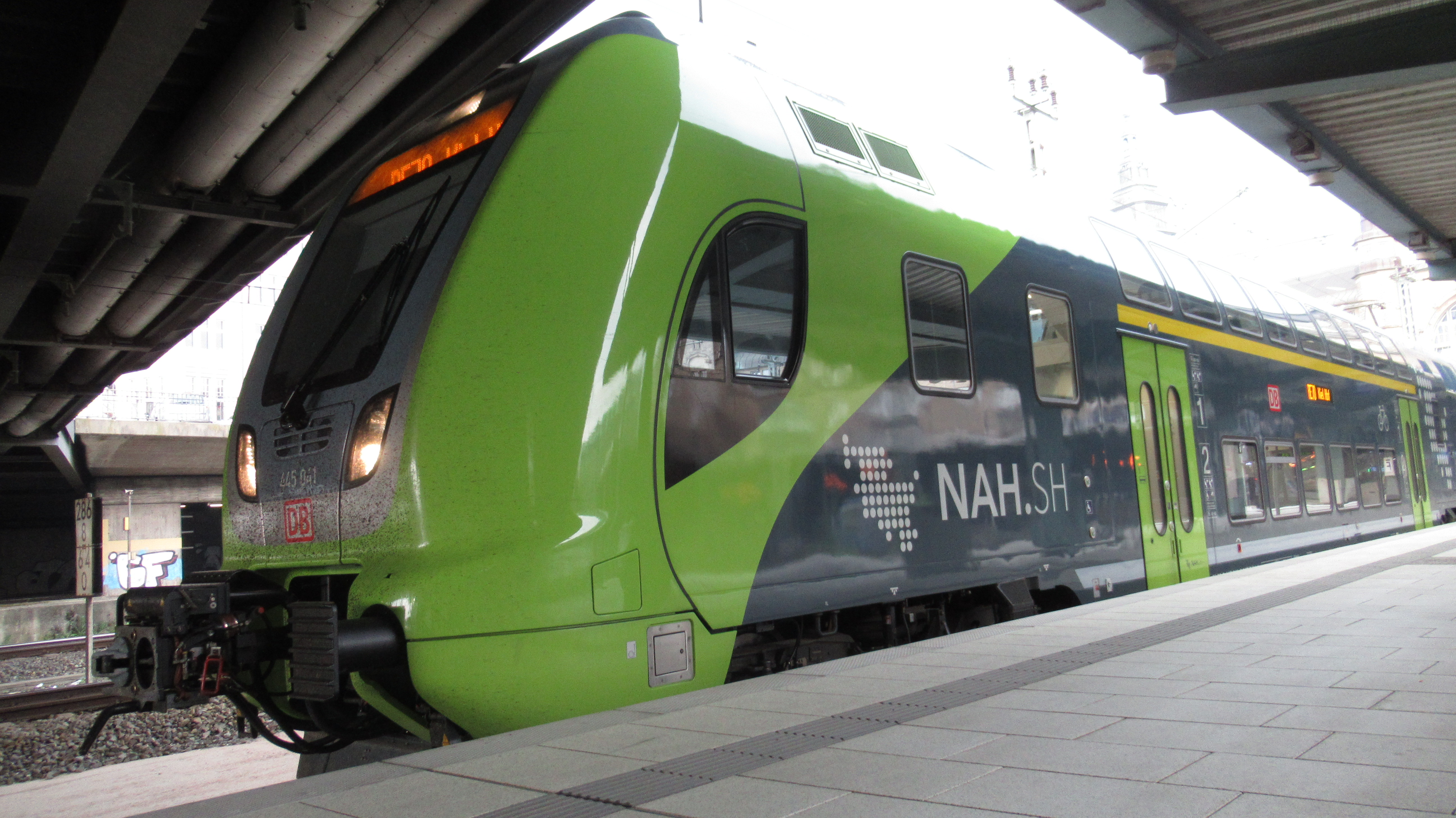
Züge in Landeslackierung, wie hier: Schleswig-Holstein (Nah.SH)

## Nahverkehrsprodukte
Das Angebot von DB Regio umfasst die Produkte Interregio-Express, Regional-Express, Flughafen-Express und Regionalbahn, die sich untereinander insbesondere hinsichtlich Stationen und Reisegeschwindigkeit unterscheiden. Zusätzlich betreibt DB Regio in den großen Ballungszentren auch S-Bahnen.

### Inter-Regio-Express (IRE)

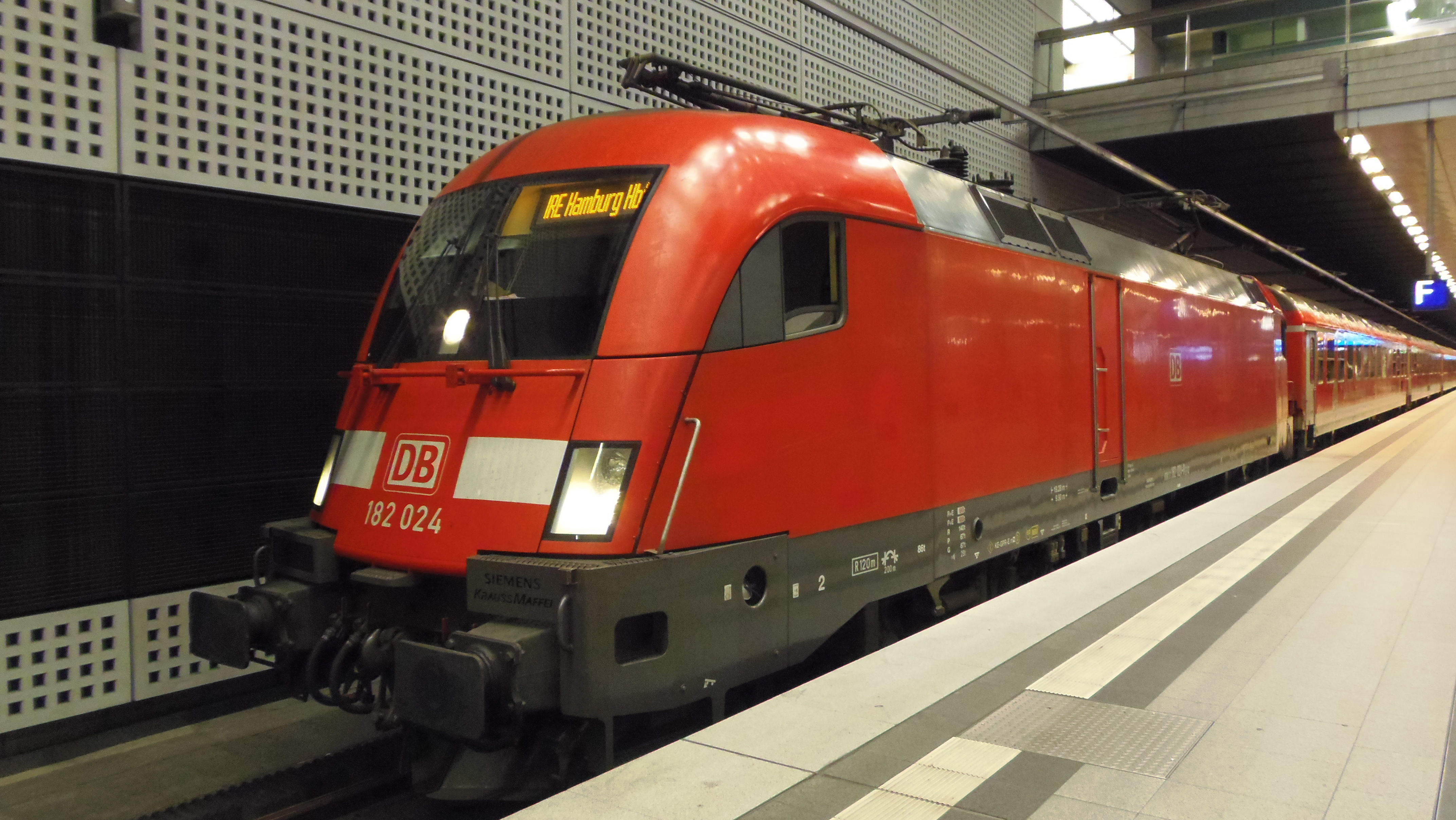
Interregio-Express von Hamburg nach Berlin

Der Interregio-Express verbindet mittlere und größere Ballungsräume im Taktfahrplan. Ursprünglich wurde der IRE als von den Ländern finanzierter Interregio-Ersatz eingeführt. Im Laufe der Zeit kamen jedoch auch andere Linien zum IRE-Netz hinzu. Er wird in Süddeutschland in Baden-Württemberg, Bayern und grenzüberschreitend in der Schweiz und Frankreich eingesetzt. In Norddeutschland wurde 2014 die erste IRE-Linie zwischen Hamburg und Berlin eröffnet. Der Interregio-Express ist das schnellste Produkt von DB Regio im Nahverkehr und verbindet diesen mit dem Fernverkehr. Seit dem Fahrplanwechsel 2024 wurden die IRE-Linien auf den RE (Regional-Express) umbenannt. Es gibt nur noch eine aktuelle IRE-Linie auf der Strecke von Berlin nach Breslau.

### Regional-Express (RE)

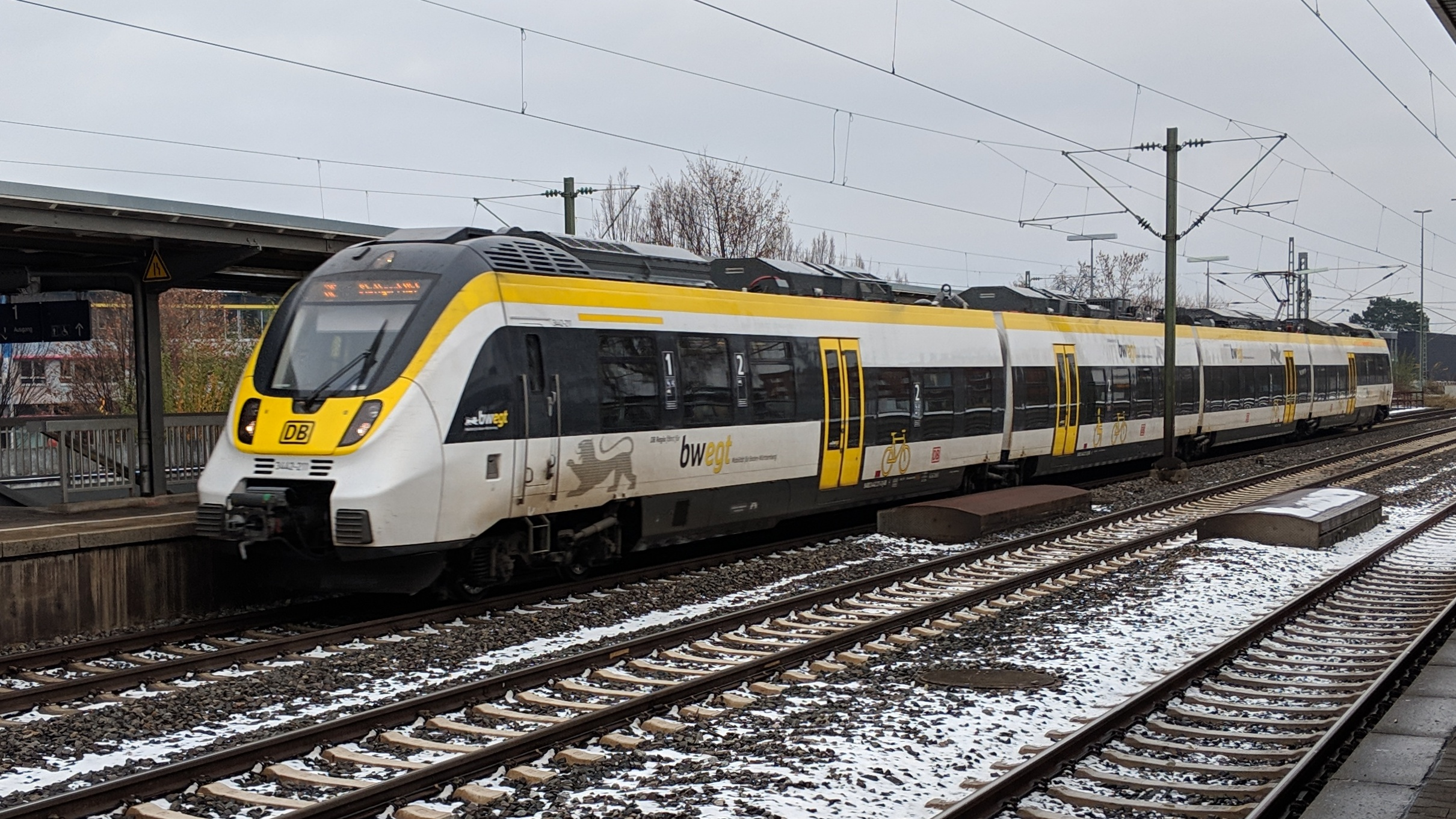
RE nach Stuttgart im bwegt-Landesdesign

Der Regional-Express verkehrt im Taktfahrplan auf einer durchschnittlichen Streckenlänge von 250 Kilometer im gesamten Bundesgebiet. Er unterscheidet sich zur Regionalbahn durch größere Haltestellenabstände und eine höhere Reisegeschwindigkeit. Der Regional-Express bindet die Region an den Fernverkehr sowie die S-Bahn an.

### Metropolexpress (MEX)
Der Metropolexpress wird in der Metropolregion Stuttgart anstatt von bestehenden Regionalbahn-Linien mit dichterem Takt geführt. Dieses Zugangebot gleicht vom Konzept her dem ehemaligen Stadt-Express.

### Flughafen-Express (FEX)
Der Flughafen-Express verkehrt im Taktfahrplan und verbindet die Berliner Innenstadt mit dem Flughafen Berlin Brandenburg (BER). Dabei hält er nur an den wichtigsten Knotenpunkten.

### Regionalbahn (RB)
Die Regionalbahn stellt das Grundangebot in der gesamten deutschen Fläche dar. Außer im Parallelverkehr zur S-Bahn hält sie an allen Stationen. Dies sichert innerhalb der jeweiligen Region ein vernetztes Angebot und fungiert als Zubringer zum Fernverkehr.

### S-Bahn (S)

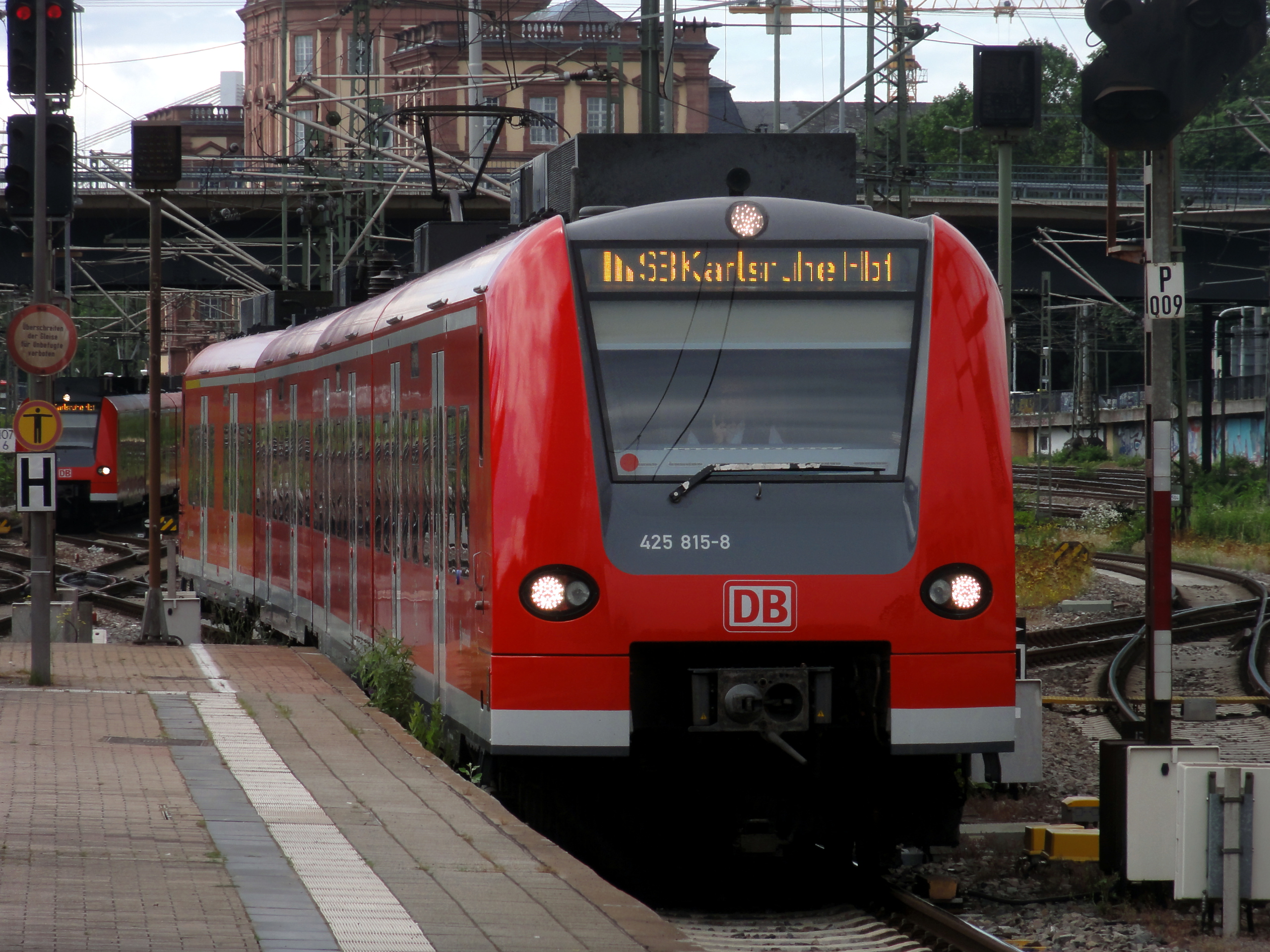
Zug der S-Bahn RheinNeckar in Mannheim

Die S-Bahn bietet hauptsächlich in Ballungsgebieten ein Angebot mit vergleichsweise geringen Haltestellenabstand. Die Züge fahren in einen Taktfahrplan mit dichter Zugfolge.

### Bus
Busverkehre werden in ganz Deutschland eigenwirtschaftlich oder im Auftrag von Städten, Landkreisen oder sonstigen Bestellern (z. B. Firmen für Berufsverkehre) durchgeführt. In der Regel sind hierfür regional verankerte eigenständige Busgesellschaften (Tochterunternehmen) verantwortlich.

## Fahrkartenangebote
Zusätzlich zu den standardisierten Nahverkehrstarifen der jeweiligen Aufgabenträger, die für die Bestellungen der einzelnen Verkehre zuständig sind, hat DB Regio auch übergreifende Pauschaltickets im Angebot. 1995 wurde mit dem Schönes-Wochenende-Ticket erstmals ein solches Pauschalticket eingeführt. Dabei handelt es sich um ein dauerhaftes Sonderangebot und berechtigt bis zu fünf Personen zu Fahrten in allen Nahverkehrszügen von DB Regio im gesamten Bundesgebiet an Samstagen bzw. Sonntagen. Ebenfalls inbegriffen waren die Fahrten im ÖPNV und in fast allen Verkehrsverbünden.
Das Schönes-Wochenende-Ticket wurde im Jahr 2019 eingestellt, da nach Angaben der Bahn die Nachfrage des Quer-durchs-Land-Tickets wesentlich größer und dieses somit rentabler ist.
2009 wurde das Quer-durchs-Land-Ticket eingeführt. Es schließt die Lücke zwischen dem zwar bundesweit, aber nur am Wochenende gültigen Schönes-Wochenende-Ticket und den auch unter der Woche, aber regional begrenzt gültigen Länder-Tickets.
Als Länder-Ticket werden Pauschalangebote in den einzelnen Regionen bezeichnet. Die Ländertickets ermöglichen zu einem Pauschaltarif Fahrten in der gesamten Region. Diese Tickets sind in Single- und Mehrpersonenvarianten erhältlich. Das erste Länderticket wurde 1997 in Bayern eingeführt. Jährlich werden über zehn Millionen Länder-Tickets verkauft.

## Wettbewerb
Im Gegensatz zur Konzernschwester DB Fernverkehr betreibt DB Regio seine Züge meist nicht eigenwirtschaftlich, sondern fährt auf Bestellung der Aufgabenträger für den Schienenpersonennahverkehr. Nach der ersten Stufe der Bahnreform 1994 fuhr die damalige Deutsche Bahn AG zunächst bundesweit fast sämtliche SPNV-Leistungen. Aufgrund zunehmender Vergaben von SPNV-Leistungen über Wettbewerbsverfahren wurden nach und nach auch Wettbewerber der DB, wie beispielsweise Transdev, Netinera oder die metronom Eisenbahngesellschaft, mit der Durchführung des Schienenpersonennahverkehrs auf bundesdeutschen Strecken und Linien beauftragt. Die Entscheidung einiger Aufgabenträger, ohne öffentliche Ausschreibung langfristige Verkehrsverträge (über zehn Jahre und mehr) mit DB Regio abzuschließen, wurde vielfach kritisiert.
Das Gesamtvolumen im deutschen SPNV beträgt insgesamt 640 Millionen Zugkilometer pro Jahr. Nach eigenen Angaben brauche das Unternehmen eine Gewinnquote von 70 Prozent, um seinen Marktanteil stabil zu halten und seine Fixkosten für vorhandene Kapazitäten zu decken. Das Unternehmen rechnete Ende 2015 mit einer Gewinnquote von unter 40 Prozent im laufenden Jahr.
In den Jahren 2012 bis 2014 lagen die Strafzahlungen für Qualitätsausfälle und Zugausfälle laut Unternehmensangaben „im mittleren dreistelligen Millionenbereich“. Laut eigenen Angaben betrage der „Personalkosten- und Produktivitätsnachteil je nach Region“ trotz Branchentarifvertrag „je nach Region bis zu 20 Prozent“.
Die Deutsche Bahn kündigte Ende 2015 an, bis 2020 eine vertragsstrafenfreie Pünktlichkeit gewährleisten zu wollen. Daneben sollen alle Fahrzeuge im Betrieb verfügbar sein, die Inbetriebnahme neuer Fahrzeuge vollständig pünktlich verlaufen und alle Komfortstörungen bis zum nächsten Tag behoben werden. WLAN soll in allen Ausschreibungen und Bestandsnetzen angeboten werden und der digitale Vertrieb auf 50 Prozent gesteigert werden. Das Unternehmen wollte bis 2020 ferner als zuverlässiger Partner aller Aufgabenträger wahrgenommen werden und in Qualitätsbewerbungen mit allen Verkehrsverträgen „die vorderen Plätze“ belegen. Daneben ist eine Kostensenkung auf Wettbewerbsniveau geplant. 2020 sollten knapp 70 Prozent der ausgeschriebenen Zugkilometer gewonnen werden. Die Zahl so genannter Overhead-Stellen sollte bis 2020 um knapp 20 Prozent, auf Wettbewerbsniveau, gesenkt werden.
Siehe auch: Regionalisierungsgesetz
| Jahr | Ausgeschrieben | Ausgeschrieben       | Gewonnen | Gewonnen             | Gewonnen |
| Jahr | Anzahl         | Mio Trassenkilometer | Anzahl   | Mio Trassenkilometer | %        |
| 2011 |                | 81                   | 14       | 58                   | 72       |
| 2012 | 23             | 70                   | 12       | 36                   | 52       |
| 2013 | 35             | 108                  | 21       | 81                   | 75       |

Der Marktanteil der Deutschen Bahn im deutschen Schienenpersonennahverkehr ist rückläufig und lag 2015 bei 71 Prozent. Im ersten Halbjahr 2015 gewann die Deutsche Bahn 27 Prozent der im Nahverkehr ausgeschriebenen Zugkilometer. DB Regio erwirtschaftete in diesem Zeitraum einen Gewinn von 323 Millionen Euro.